# Katipo
De katipo-spin of rode katipo (Latrodectus katipo) is een spinnensoort uit de familie kogelspinnen (Theridiidae). De katipo-spin is een giftige spin die endemisch is in Nieuw-Zeeland. De spin is familie van de Australische roodrugspin en de beruchte Noord-Amerikaanse zwarte weduwe, alle leden van het geslacht weduwen (Latrodectus), dat met circa 60 soorten wereldwijd voorkomt en volledig uit giftige spinnensoorten bestaat.

## Naamgeving
De naam katipo-spin betekent vrij vertaald nachtbijter, afgeleid van de Maori-woorden kakati (steken, bijten) en po (nacht).

## Anatomie
Katipo's zijn kleine tot middelmatig grote spinnen. Een volwassen vrouwtje heeft een bolvormig abdomen dat qua grootte vergelijkbaar is met een erwt. Het abdomen is zwart en heeft een duidelijke, wit-omlijnde rode streep die tot aan het achtereind loopt.
Zowel de jongen als het mannetje zijn kleiner van formaat en hebben een lichtere kleur dan het vrouwtje. Beide hebben witte haren die bij verharing worden vervangen door zwarte haren. Mannetjes worden niet veel groter dan een gemiddeld onvolwassen exemplaar.